# Slovak Airlines
Slovak Airlines (Slovenské aerolínie, a.s.) war als nationale Fluggesellschaft der Slowakei vorgesehen. Sitz des Unternehmens ist der Flughafen der Hauptstadt Bratislava. Ab dem Jahre 1995 wurde über die Gründung einer slowakischen Airline nachgedacht. Am 1. Mai 1998 fand der erste Flug nach Moskau statt.
Der Flugbetrieb wurde am 30. Januar 2007 aufgrund der angespannten Finanzlage eingestellt. Der Konkurs wurde am 2. März 2007 vor einem slowakischen Gericht gestellt.

## Geschichte
Nach der Auflösung der Tschechoslowakei sah sich die Slowakei in einer verlassenen Situation. Es gab keine Airlines mehr, die die Slowakei mit dem Rest der Welt verband. Die CSA war nun eine rein tschechische Fluggesellschaft. So wurde ab dem Jahr 1995 über die Gründung einer nationalen Airline nachgedacht, nachdem sich diverse Experten u. a. in Zusammenarbeit mit der ICAO (International Civil Aviation Organisation) einig wurden, dass es möglich ist, eine nationale Fluggesellschaft zu etablieren. 1996 wurde Slovenské aerolínie, a.s als Aktiengesellschaft gegründet. Zwei Jahre später, am 1. Mai 1998, wurde der Linienflugdienst von Bratislava nach Moskau-Scheremetjewo (russisch: Шереметьево) aufgenommen.
Am 14. April 2000 fand der erste Flug für die UN im Rahmen der UNICEF nach Karachi und Pristina statt. Am 16. April wurde Slovenské aerolínie die offizielle Airline für die slowakische Fußballnationalmannschaft. Am 1. Dezember flog der Präsident der Slowakischen Republik Rudolf Schuster das erste Mal mit SLL (von Bratislava nach Košice). Die erste Boeing 737 – 300 (OM-AAD, Name Košice) kam 2003 in die Flotte, am 19. November verließ die letzte Tupolew Tu-154-100 die Flotte.
Ab Mai 2004 gab es eine intensive Kooperation mit Austrian Airlines. Im Januar 2005 übernahm die Austrian Airlines Group 62 % der Anteile an Slovenské aerolínie, womit SLL ein Mitglied in der AAG wurde. Am 25. Juni wurde die Fokker 100 (OM-AAC) auf den Namen der ältesten Stadt der Slowakei, Nitra, getauft. Der technische Betrieb der Fluggesellschaft wurde 2006 ausgegliedert und eine 100%ige Tochtergesellschaft der Austrian Technik.
Die Austrian Airlines Group gab 2007 die Einstellung des Flugbetriebes der slowakischen Fluglinie bekannt, da die Regierung in Bratislava die vereinbarte Übernahme von Verbindlichkeiten in der Höhe von 6 Millionen Euro nicht eingehalten hätte. Gleichzeitig wurden von der AUA zwei der drei Maschinen als Sicherstellung der Investitionen stillgelegt. Vom Vorstand der Slovenské aerolínie wurde bekanntgegeben, dass man ab sofort nur noch im Charter fliegen will. Jedoch wurde die letzte Maschine vom Verleaser zurückgefordert. Aus diesem Grund musste Slovenské aerolínie am 6. März 2007 Konkurs melden.

## Flotte

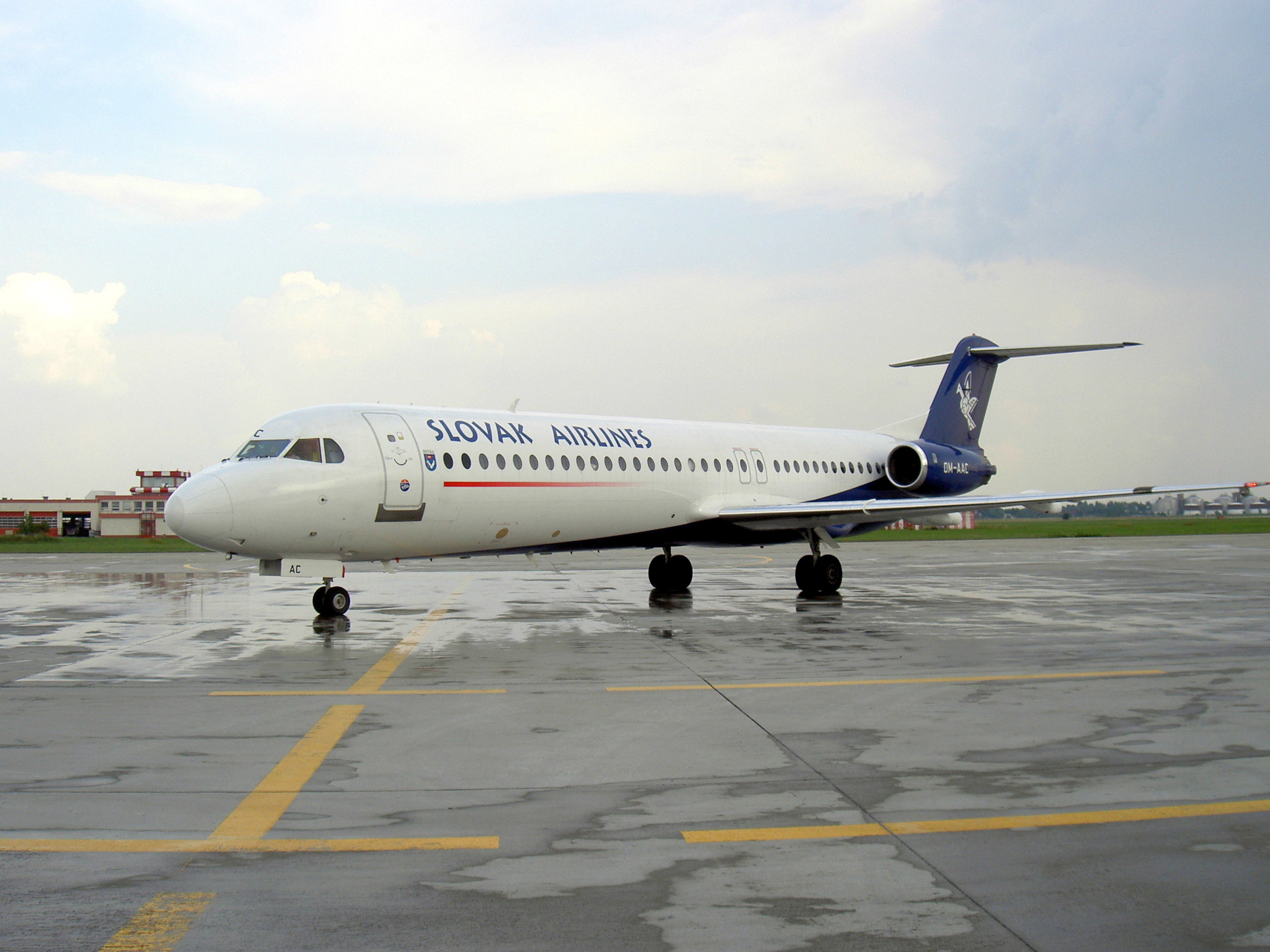
Fokker 100 der Slovak Airlines

Die zuletzt aktive Flotte bestand aus:
- 2 Boeing 737-300 (OM-AAD und OM-AAE) geparkt
- 3 Tupolew Tu-154 (OM-AAA (Púchov), OM-AAB (Gerlach) und OM-AAC (Detva))
- 1 Saab 340 (OM-BAA)
- 1 Boeing 767-200 (OM-NSH), jetzt bei BRA
- 1 Boeing 737-300 (OM-AAA), jetzt mit Norwegian
- 1 Fokker 100 (OE-LVO), jetzt Austrian und die andere geparkt in Woendsrecht